# Sasquatch Park
Sasquatch Park är en park i Kanada.   Den ligger i provinsen British Columbia, i den södra delen av landet, 3 400 km väster om huvudstaden Ottawa. Sasquatch Park ligger 225 meter över havet.
Terrängen runt Sasquatch Park är bergig åt sydost, men åt nordväst är den kuperad. Runt Sasquatch Park är det mycket glesbefolkat, med 4 invånare per kvadratkilometer.. Närmaste större samhälle är Agassiz, 13,8 km söder om Sasquatch Park. 
I omgivningarna runt Sasquatch Park växer i huvudsak barrskog.